# کبوتر میوه‌خوار شکم‌قرمز
کبوتر میوه‌خوار شکم‌قرمز (نام علمی: Ptilinopus greyii) نام یک گونه از سرده کبوتر میوه‌خوار است.